# Hohmannsche Villa

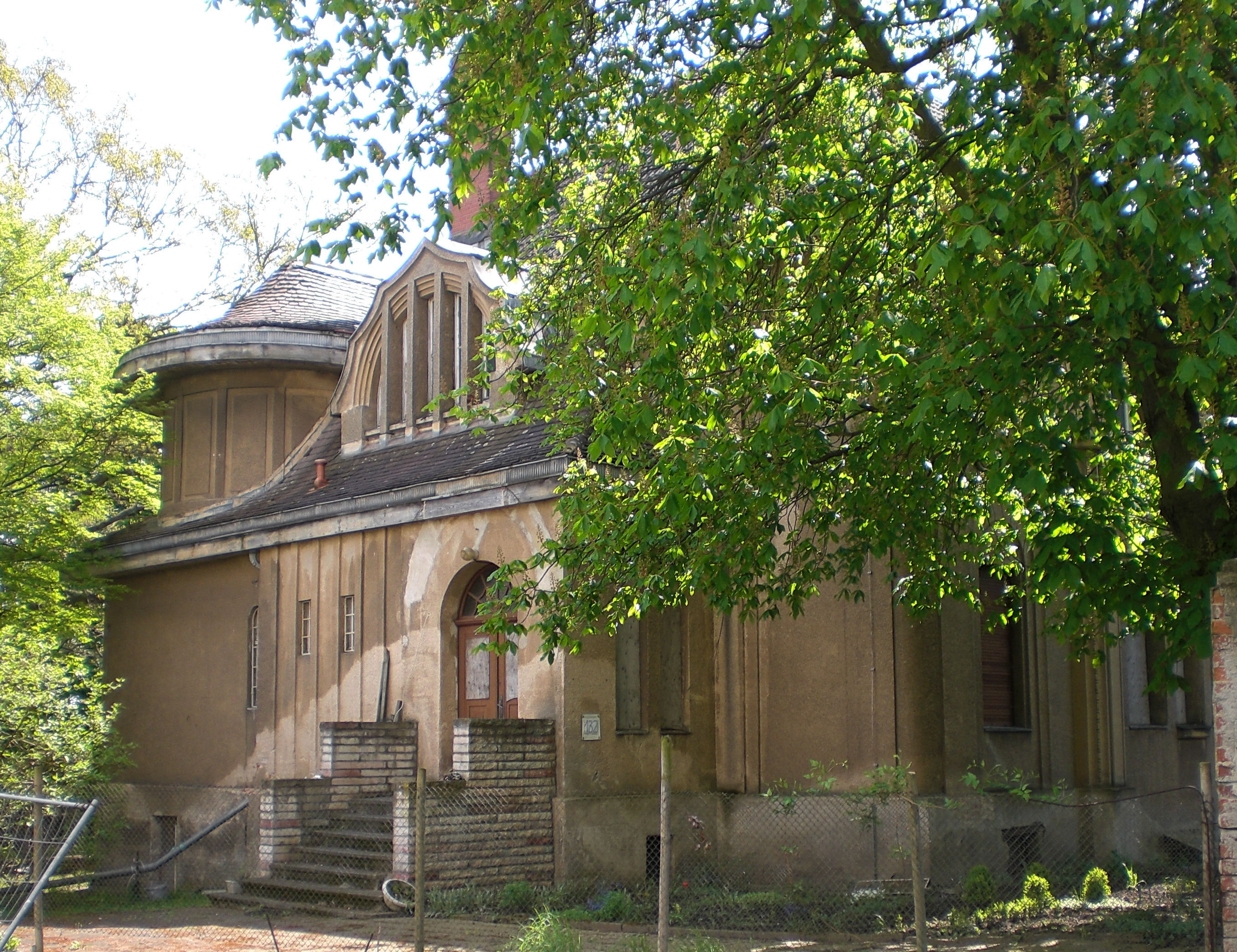
Hohmannsche Villa, Eingangsbereich

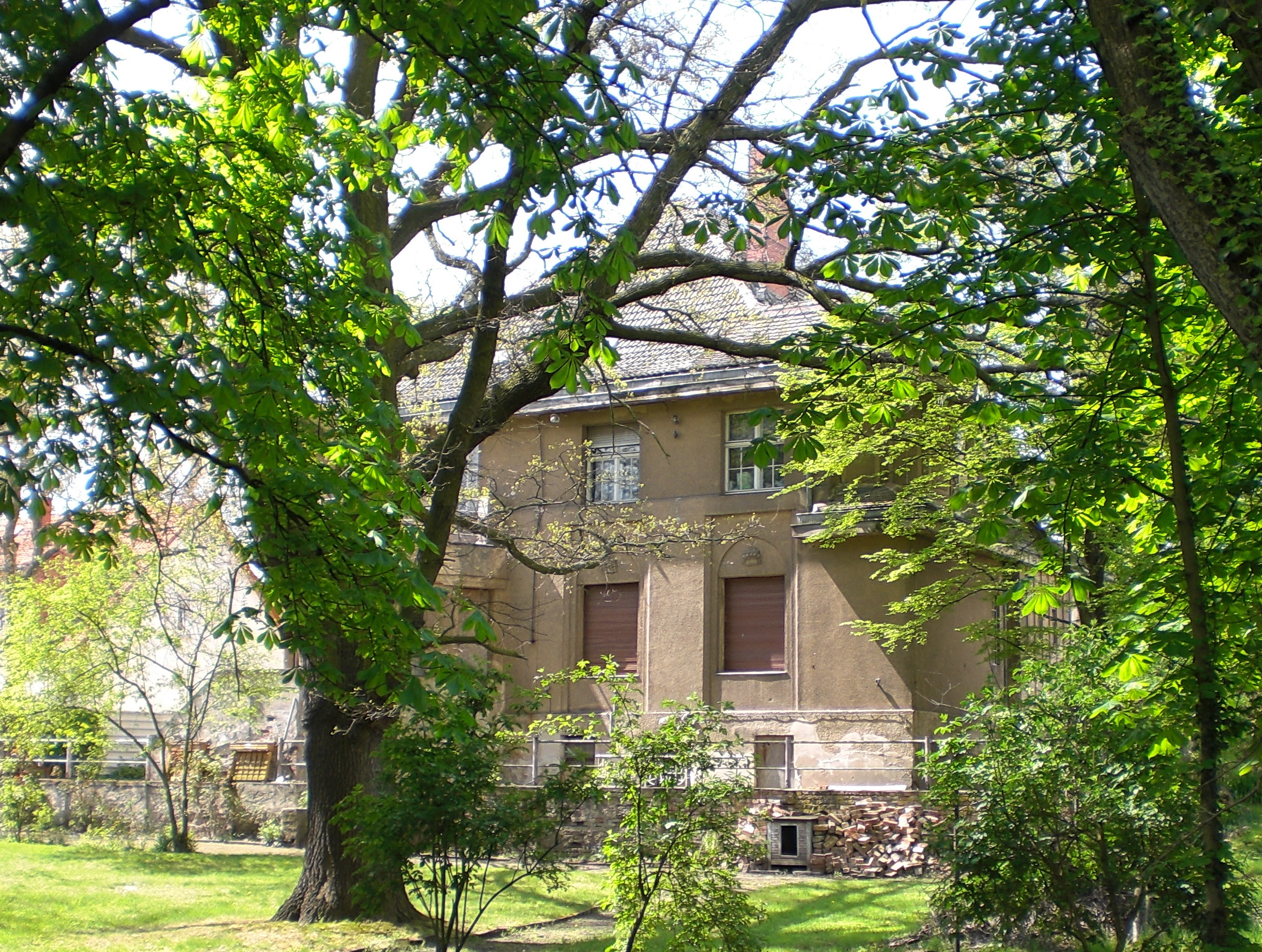
Gartenseite

Die Hohmannsche Villa ist ein denkmalgeschütztes Wohnhaus im Magdeburger Stadtteil Westerhüsen, Alt Westerhüsen 132.

## Geschichte
Die im Stil der Reformarchitektur mit Nachklängen des Jugendstils gestaltete Villa wurde 1911–1912 als Wohnhaus des Unternehmers Robert Hohmann errichtet. Die Bauerlaubnis wurde am 6. Juni 1911 erteilt, bezogen wurde das Haus am 5. März 1912.
Der am 11. März 1878 als Sohn des Magdeburger Mörtelfabrikanten August Hohmann geborene Robert Hohmann war Mitinhaber der 1902 in Magdeburg-Wilhelmstadt gegründeten und 1904 nach Westerhüsen verlegten Drageefabrik. Die Fabrik beschäftigte zeitweise 120 Menschen und verarbeitete 900 Tonnen Zucker. Hohmann verkaufte seine Fabrik am 1. Juli 1929 an das Unternehmen Wittmeyer & Wesche und zog im Herbst 1930 wieder nach Magdeburg. Die Villa wurde 1930 an den Düsseldorfer Chemie-Konzern Henkel veräußert, der sie als Wohnung des Direktors der in Westerhüsen betriebenen konzerneigenen Strohpappenfabrik Richard Linke nutzte. Die Produktion der Drageefabrik wurde am 1. Juli 1934 eingestellt.

## Architektur
Das zweigeschossige mit Rauputz versehene Haus entstand nach einem Entwurf des Architekten Gustav Richter. Die Gestaltung erinnert an Bauten des Architekten Albinmüller bzw. der Darmstädter Künstlerkolonie. Markant ist das steile, etwas geschweifte Walmdach. Die Fassade an der Seite zur Straße wird durch einen Runderker und einen an der südwestlichen Ecke befindlichen Eckerker geprägt. Darüber hinaus ist die Fassade mit Lisenen und Rundbogen-Blenden gegliedert, letztere sind mit kleinen plastischen Elementen dekoriert. Auf der Eingangsseite befindet sich eine Dachgaube, die in der Art eines Thermenfensters gestaltet ist.